# 費羅爾主教座堂

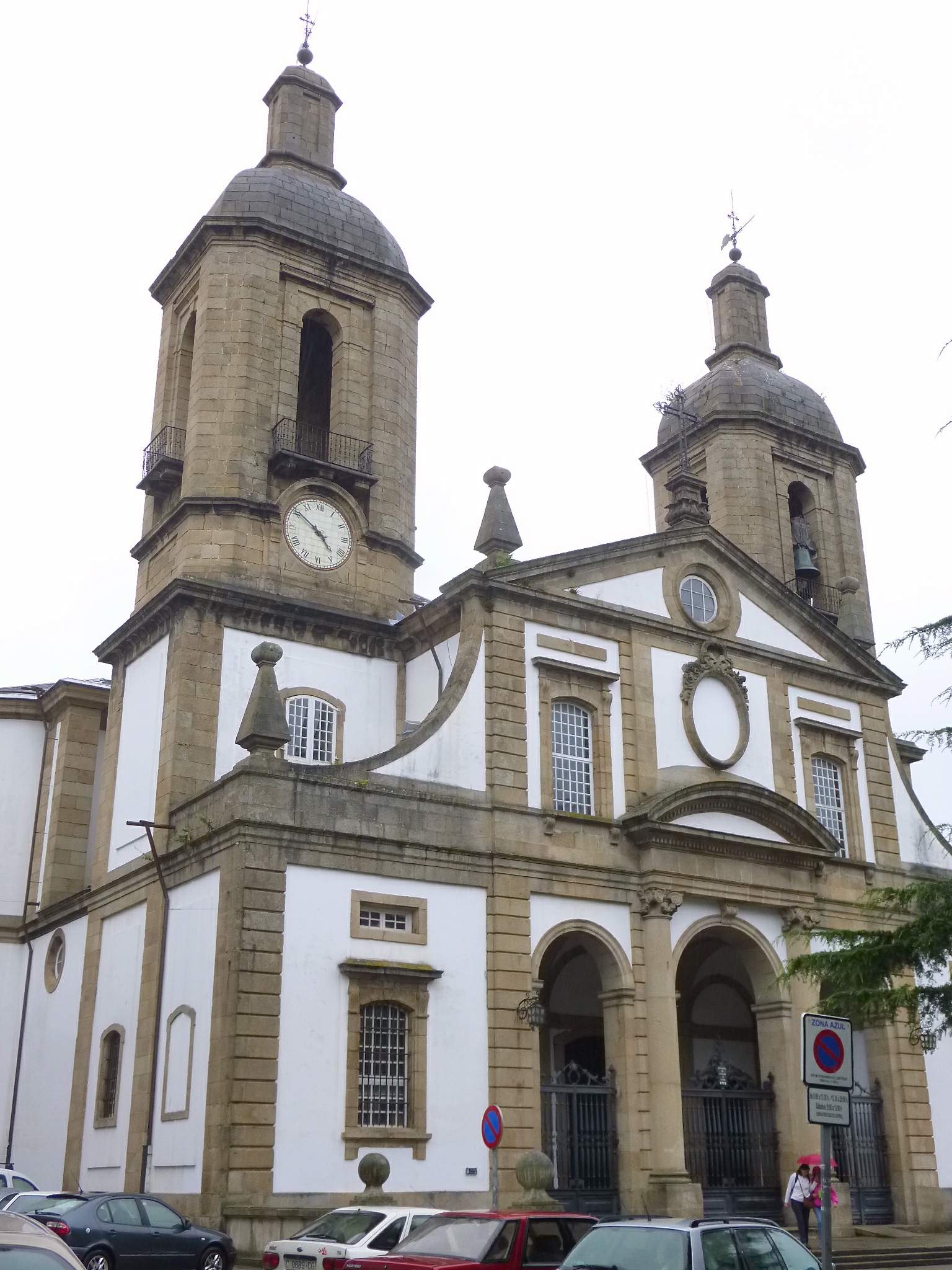
費羅爾主教座堂

費羅爾主教座堂（Concatedral de San Julián de Ferrol）是西班牙加利西亞城市費羅爾的一座羅馬天主教的主教座堂。這座教堂修建於18世紀，設計者是Julián Sánchez Bort，為新古典式建築。
43°28′56″N 8°14′06″W / 43.4822°N 8.2350°W